# Baie Knight
La baie Knight (en anglais : Knight Inlet) est un des plus grands bras de mer qui découpent les côtes de la Colombie-Britannique au Canada. Il s'agit d'un fjord qui s'étend sur une longueur de 105 kilomètres depuis son extrémité nord-est à l'intérieur du continent, où se jettent les fleuves Klinaklini et Franklin, jusqu'à son embouchure au sud du détroit de la Reine-Charlotte qui sépare le nord de l'île de Vancouver du continent. La baie a une largeur moyenne de 2,9 kilomètres.

## Faune
Les rives de la baie Knight sont particulièrement renommée pour les ours qui y vivent, en été la baie est le lieu d'une très importante concentration de grizzlys. Des plateformes situées à Glendale Cove, au-dessus des marais d'eau salée, permettent d'observer les ours dans leur milieu naturel. 

## Histoire
La baie Knight traverse le territoire traditionnel des populations amérindiennes Da'naxda'xw (autrefois transcrit « Tanakteuk ») et Awaetlala.
La tradition orale rapporte que Kwalate, un village important de la tribu Da'naxda'xw sur les rivages d'une crique du fjord à la forme resserrée, a été détruit par un tsunami lorsqu'un rocher a glissé dans les eaux du fjord depuis une hauteur de 840 mètres le long des pentes de la rive opposée. Des recherches géologiques ont montré que le village avait été habité entre le XIVe et le XVIe siècle par une centaine de personnes.
La baie a été cartographiée par le navigateur William Robert Broughton qui faisait partie de l'expédition de George Vancouver. Il lui a donné son nom actuel en l'honneur du capitaine anglais John Knight (1747–1831).